# Sekhemrê-Herouhermaât Antef
Pour les articles homonymes, voir Antef.
Sekhemrê-Herouhermaât Antef, nommé Antef VI, ou VII, ou VIII suivant les égyptologues, est un roi de Thèbes de la XVIIe dynastie, vers 1590 - 1585 avant J.C. Manéthon l’appelle Antef.

## Famille
Claude Vandersleyen lui donne comme frères les rois Sekhemrê-Oupmaât Antef-Âa et Noubkheperrê Antef. Si cette théorie est juste, alors ses parents devaient être probablement le roi Sekhemrê-Shedtaouy Sobekemsaf et la reine Noubkhâes, probable parents des deux autres rois Antef,,.

## Ordre chronologique
Cet ordre chronologique des rois nommés Antef sous la XVIIe dynastie fait l'objet actuellement d'une révision et de débats entre égyptologues notamment à la suite d'études depuis la fin des années 1990 et de nouvelles découvertes archéologiques réalisées dans la nécropole royale de l'époque située à Dra Abou el-Naga à l'ouest de Thèbes, non loin de Deir el-Bahari.
La plupart des chercheurs placent Sekhemrê-Herouhermaât Antef à la fin de la dynastie, toujours en tant que successeur, immédiat ou non, de Sekhemrê-Oupmaât Antef-Âa. Ainsi, Jürgen von Beckerath le place en successeur direct de Sekhemrê-Oupmaât Antef-Âa et le numérote Antef VII, car ce dernier plaçait Noubkheperrê Antef au tout début de la dynastie, position aujourd'hui abandonnée par beaucoup d'égyptologues. Claude Vandersleyen, dont le raisonnement est suivi par Julien Siesse, place Sekhemrê-Herouhermaât Antef entre les deux autres Antef et le considère comme un frère de ces rois ; ils le numérotent ainsi Antef VI,. À l'inverse, Daniel Polz et Kim Ryholt placent Sekhemrê-Herouhermaât Antef immédiatement après Noubkheperrê Antef, il est donc numéroté Antef VII par Ploz et Antef VIII par Ryholt (ce dernier ajoute un Antef IV pour la XIVe dynastie et non pris en compte par les autres chercheurs, ce qui décale la numérotation).

## Écriture du nom de Sa-Rê
Le nom de Sa-Rê du roi est écrit sur son sarcophage avec la graphie : Antef-Âa. Claude Vandersleyen pense que ceci est une erreur. Le sarcophage en question a été retrouvé dans la tombe de Sekhemrê-Oupmaât Antef-Âa et ses noms de Nesout-bity et de Sa-Rê y était inscrit mais par des mains différentes : le nom de Sa-Rê est inscrit soigneusement et celui de Nesout-bity est écrit grossièrement et de travers avec de la peinture noire. De plus, le symbole M17, présent dans le nom de Sa-Rê de Noubkheperrê Antef mais absent de celui de Sekhemrê-Oupmaât Antef-Âa, est également présent dans celui de Sekhemrê-Herouhermaât Antef. Le symbole O29, inscrit verticalement et signifiant le grand (âa), est présent dans le nom de Sekhemrê-Oupmaât Antef-Âa et absent dans le nom de Noubkheperrê Antef, il est également présent dans le nom de Sekhemrê-Herouhermaât Antef mais en surcharge sur le symbole M17. Claude Vandersleyen suppose donc que pour identifier le roi, le symbole O29 a été inscrit en plus pour le distinguer de Noubkheperrê Antef, puis après, lorsque son sarcophage a été placé dans la tombe de Sekhemrê-Oupmaât Antef-Âa, son nom de Nesout-bity a été inscrit en plus et de manière peu soigneuse pour le distinguer de ce roi. Ainsi, son nom de Sa-Rê devrait être écrit comme celui de Noubkheperrê Antef. Julien Siesse est d'accord avec son raisonnement et écrit Antef et non Antef-Âa pour nommer ce roi dans son article, alors qu'il écrit Antef-Âa pour Sekhemrê-Oupmaât Antef-Âa.

## Règne
Sekhemrê-Herouhermaât Antef eut probablement un règne très court et n'est attesté qu'à travers le compte rendu d'une enquête diligentée par l'administration royale sous le règne de Ramsès IX afin de contrôler l'état des sépultures royales à la suite des premières tentatives de pillage que la nécropole subit en cette fin de XXe dynastie.
Le tombeau était alors intact et ne sera remis au jour que dans la seconde moitié du XIXe siècle par des pilleurs de tombe modernes.

## Sépulture
En 1850 le tombeau de Sekhemrê-Herouhermaât Antef est découvert par des fouilleurs clandestins qui s'emparent de son contenu et en dispersent les objets de valeurs.
En 1854, Mariette parvient à récupérer le sarcophage en bois peint du roi. Ce dernier est désormais conservé au Musée du Louvre.